# Hattenhofen (Egling an der Paar)
Hattenhofen ist ein Ortsteil der Gemeinde Egling an der Paar im oberbayerischen Landkreis Landsberg am Lech.

## Geografie
Der Weiler Hattenhofen liegt circa einen Kilometer südwestlich von Egling an der Sohle der westlichen Hänge zum Paartal.
Hattenhofen selbst besteht aus vier großen Höfen in zwei Gruppen. Der Gaberbauernhof und der Klotzenbauer im Norden und der Klaßbaur und der Unterbaur im Süden.

## Geschichte
Hattenhofen wird erstmals 1083 als Hattenhoven genannt, der Ortsname leitet sich vom Personennamen Hatto ab.
Der Weiler gehörte zum Unteramt des Landgerichtes Landsberg, sowohl 1552 als auch 1752 werden die noch heute bestehenden vier Anwesen genannt. Alle vier befanden sich im Besitz des Klosters St. Ulrich in Augsburg.

## Sehenswürdigkeiten
In Hattenhofen befindet sich die katholische Kapelle Sankt Magnus, die bereits 1280 erwähnt wird. Der heutige Bau stammt aus dem Jahr 1682.
Siehe auch: Liste der Baudenkmäler in Hattenhofen